# چندلر (آریزونا)

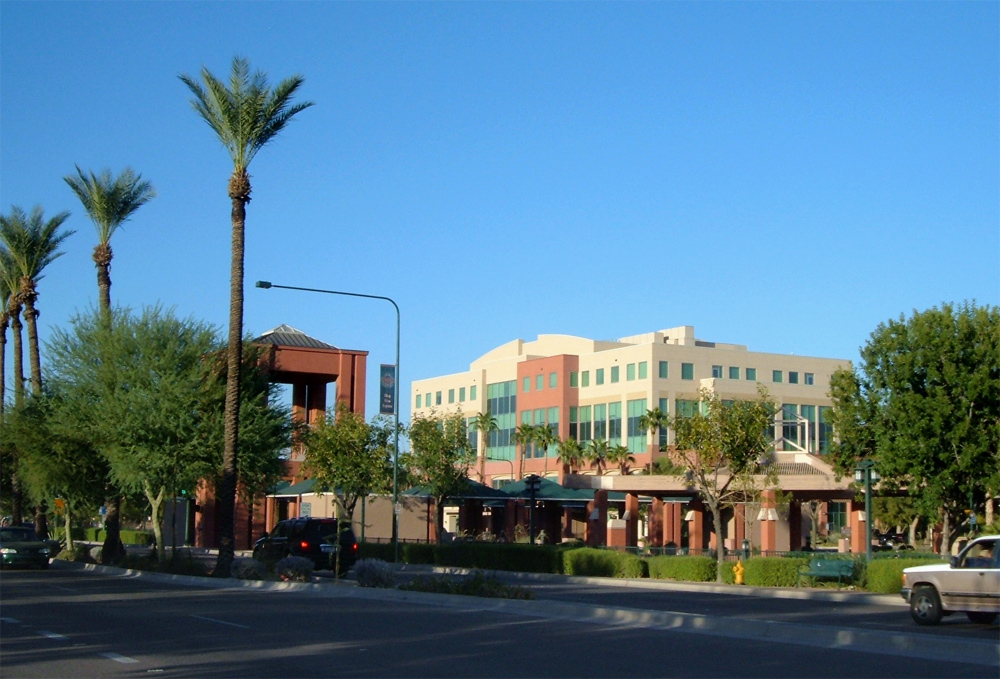

شندلر (به انگلیسی: Chandler) شهری در ایالت آریزونا در آمریکاست.